# Équipe d'Écosse de cricket
L'équipe d'Écosse de cricket représente l'Écosse au niveau international. Elle dispute son premier match en 1865. Jusqu'en 1992, la fédération écossaise de cricket, la Scottish Cricket Union (plus tard Cricket Scotland), fondée en 1909, est dépendante de son homologue anglaise, et les meilleurs joueurs écossais représentent au niveau international l'équipe d'Angleterre. L'Écosse devient membre associée de l'International Cricket Council (ICC) en 1994. L'équipe se qualifie pour sa première Coupe du monde en 1999, puis en 2007 et en 2015, obtenant à chaque fois le droit temporaire de disputer des rencontres classées One-day International (ODI). L'équipe d'Écosse participe également à certaines périodes de son histoire à des compétitions nationales anglaises sous le nom de Scottish Saltires, et dans lesquelles elle peut recevoir l'apport de joueurs étrangers.

## Bilan

### Palmarès
- Coupe intercontinentale de cricket (1) : vainqueur en 2004
- Trophée de l'ICC et Tournoi de qualification pour la Coupe du monde (2) : vainqueur en 2005 et 2014.

### Parcours
| Coupe du Monde | Coupe du Monde                                             |
| Année          | Résultat                                                   |
| -------------- | ---------------------------------------------------------- |
| 1975 à 1992    | non membre de l'ICC                                        |
| 1996           | non membre de l'ICC à l'époque du Trophée de l'ICC de 1994 |
| 1999           | premier tour                                               |
| 2003           | non qualifiée                                              |
| 2007           | premier tour                                               |
| 2011           | non qualifiée                                              |
| 2015           | premier tour                                               |
| 2019           | non qualifiée                                              |

| Championnat du Monde de Twenty20 | Championnat du Monde de Twenty20 |
| Année                            | Résultat                         |
| -------------------------------- | -------------------------------- |
| 2007                             | premier tour                     |
| 2009                             | premier tour                     |
| 2010                             | non qualifiée                    |
| 2012                             | non qualifiée                    |
| 2014                             | non qualifiée                    |
| 2016                             | premier tour                     |

| Année     | Résultat     |
| --------- | ------------ |
| 2004      | vainqueur    |
| 2005      | premier tour |
| 2006-2007 | premier tour |
| 2007-2008 | 4e           |
| 2009-2010 | finaliste    |
| 2011-2013 | 3e           |
| 2015-17   | 6e           |